# Класна кімната
Класна кімната, клас, навчальний кабінет — кімната навчального закладу зі створеним навчальним середовищем, оснащеним засобами навчання та шкільним обладнанням.

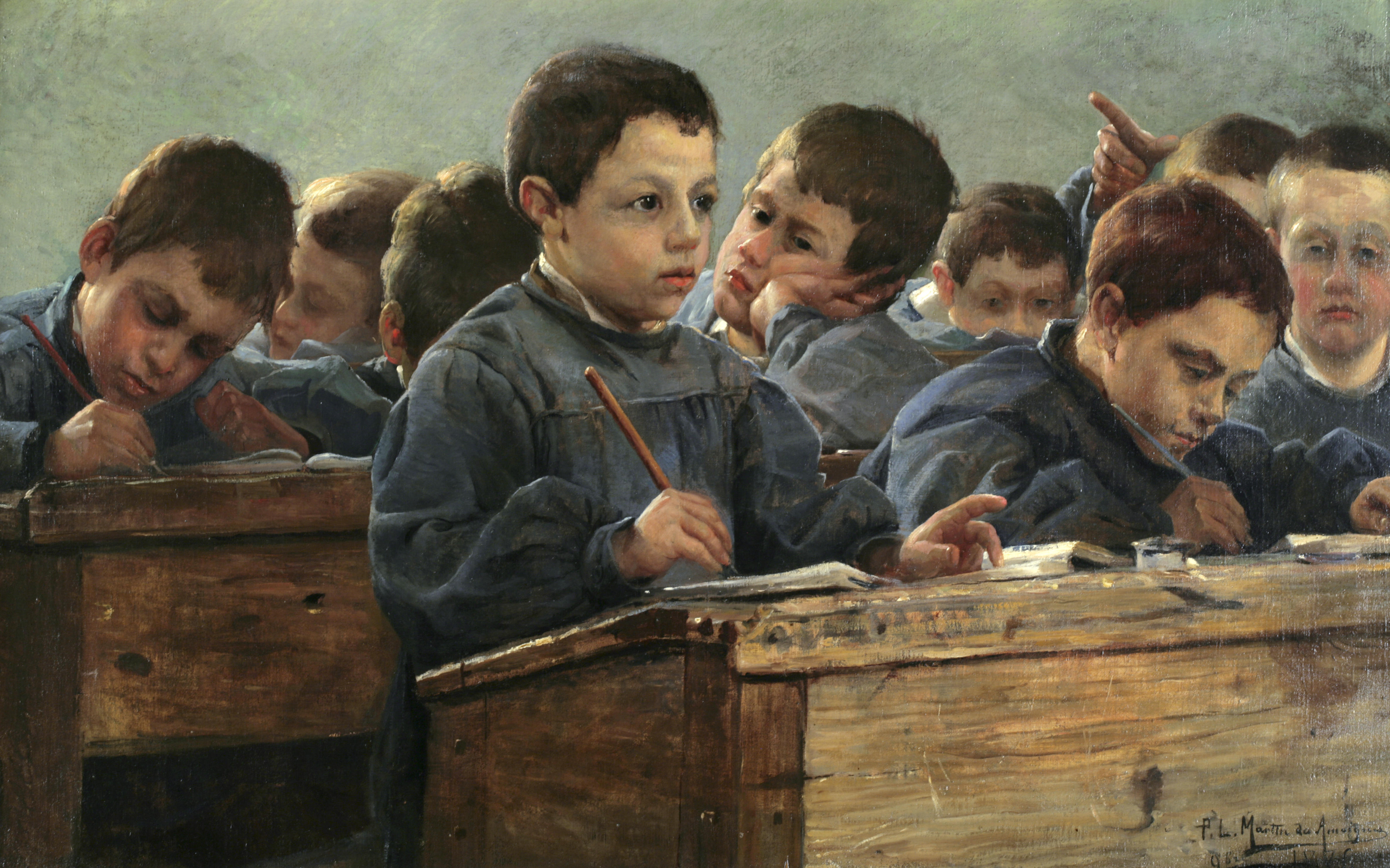
В класі. Картина Жана-Поля Луї Мартіна де Амоне (1886)

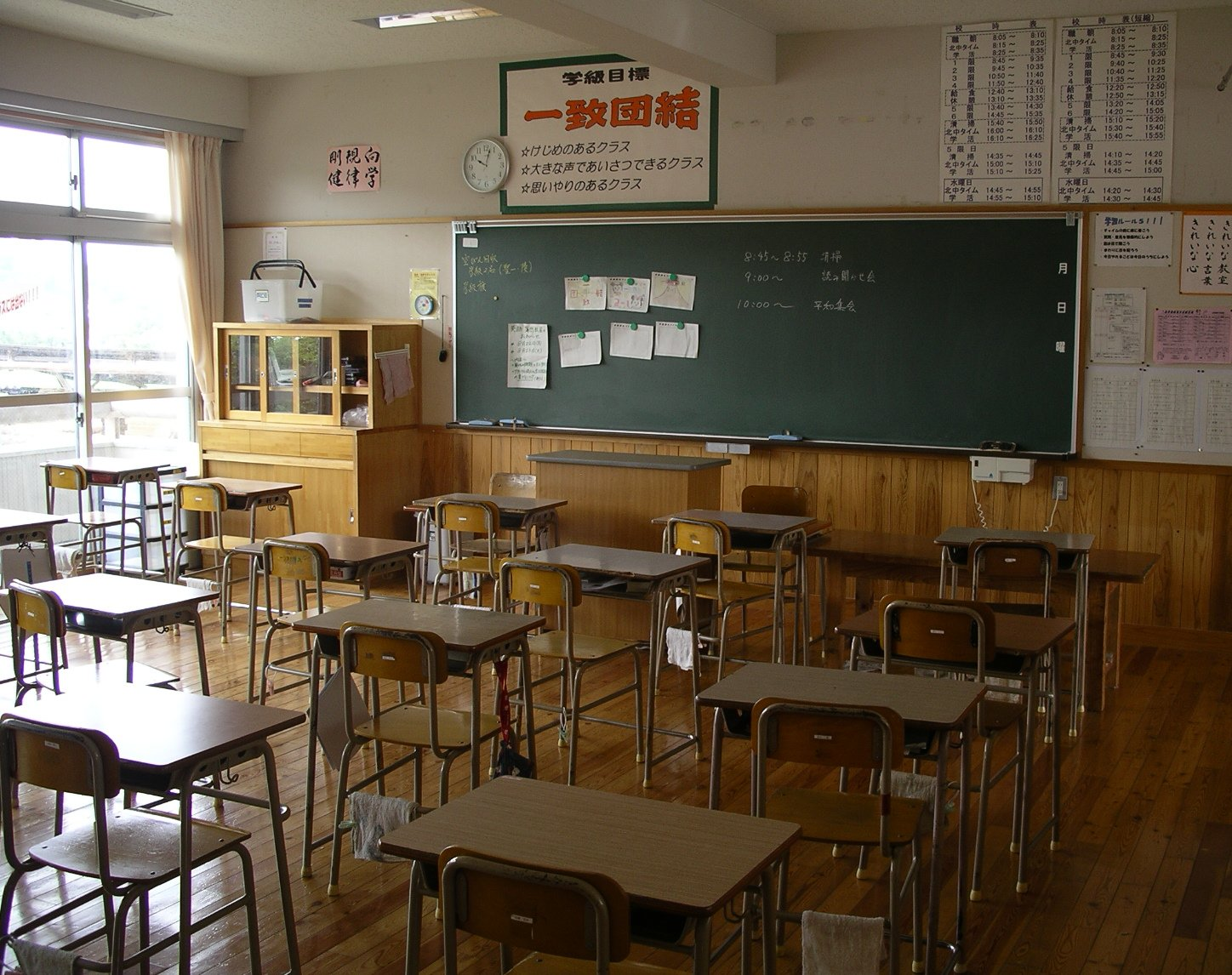
Класна кімната в Японії

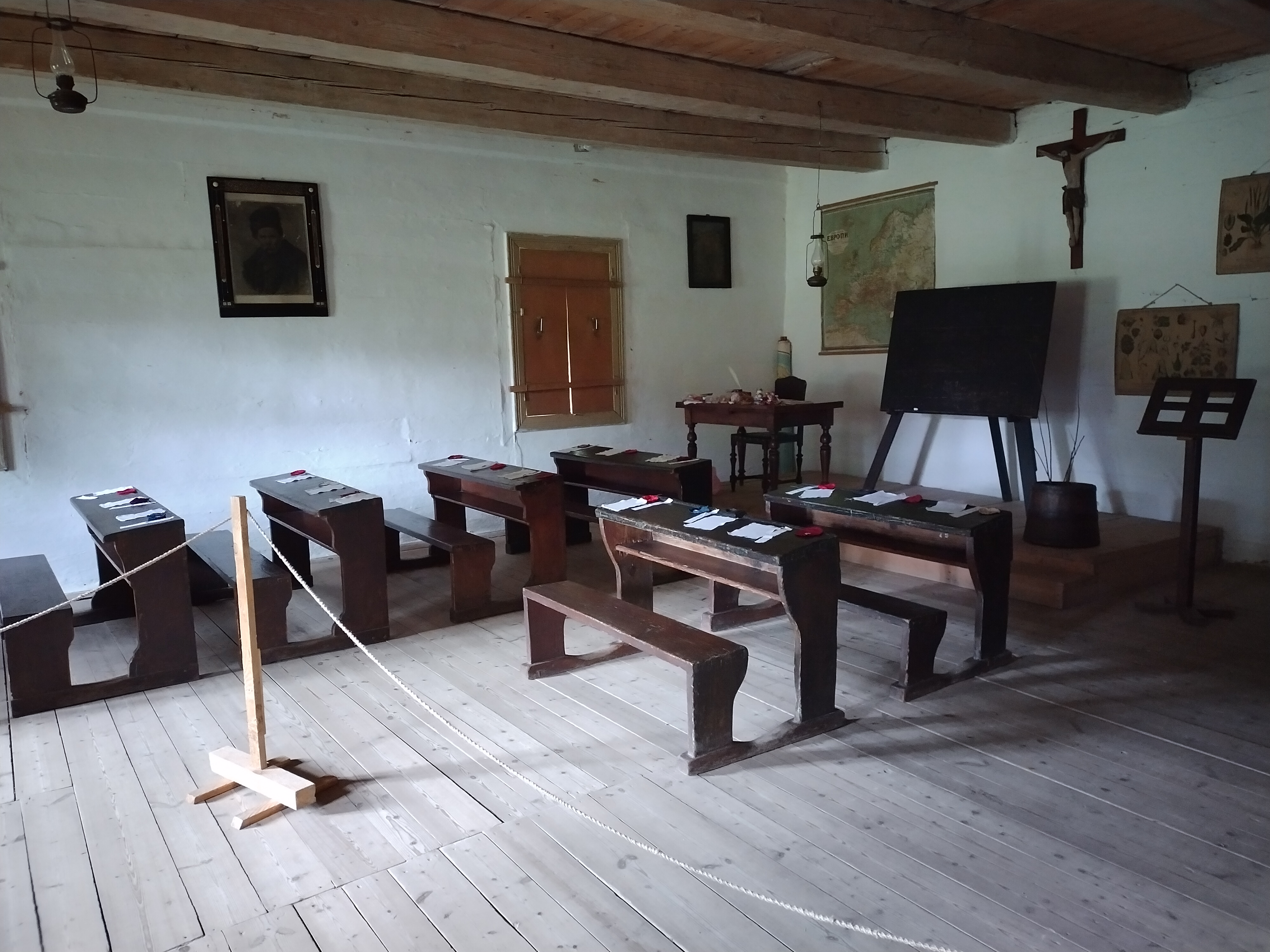
Класна кімната 1880 року, музей Шевченківський гай

Більшу частину класу займають місця для слухачів, орієнтовані в одну сторону. Як правило мається дошка для записів або екран для відеоінформації. Є можливість вивішування плакатів. У класі влаштовано багатолампове освітлення, або велика кількість високих і широких вікон. Школи складаються з багатьох влаштованих у них класів.

## Типи
Класи можуть створювати як окремих предметів (фізики, інформатики, біології, хімії тощо) так і комбіновані для декількох споріднених предметів.

## Оснащення
Класні кімнати можуть містити:
- Шкільні меблі
  - Парти й стільці відповідного для учнів розміру
  - Робоче місце вчителя
  - Демонстраційний стіл
  - Тумби з шухлядами для зберігання інструментів і приладів для експериментів
  - Шафи й сейфи для приладів, хімічного посуду і реактивів
  - Витяжна шафа у кабінетах хімії
- Класна дошка
- Креслярські інструменти
- Підручники, журнали, інші дидактичні матеріали
- Постійне оформлення:
  - державна символіка;
  - інструкції з  безпеки
  - портрети видатних учених, письменників, композиторів;
  - таблиці сталих величин, основних формул, періодичної системи елементів, географічні карти, тощо.
- Тимчасове оформлення:
  - виставка робіт учнів;
  - результати учнівських олімпіад, конкурсів, турнірів тощо.

Всі матеріальні цінності кабінету записуються в інвентарній книзі.